# 6 Północny Pułk Strzelecki
6 Północny Pułk Strzelecki (ros. 6 Северный стрелковый полк) – oddział wojskowy Białych podczas wojny domowej w Rosji.
Pułk został sformowany w marcu 1919 r. na bazie oddziałów partyzanckich działających wzdłuż linii kolejowej do Archangielska. Na jego czele stanął ppłk Paweł T. Akutin, którego jesienią tego roku zastąpił ppłk Aleksandr P. Glebowski. Oddział wszedł w skład Wojsk Rejonu Kolejowego. Późnym latem 1919 r. pułk brał udział w natarciu nad Dźwiną, które doprowadziło do wyparcia wojsk bolszewickich z dużego obszaru. Oddział został uzupełniony miejscowymi rekrutami. W rezultacie wśród żołnierzy 2 kompanii zaczęła się szerzyć agitacja probolszewicka. Bolszewicy zamierzali od tyłu zaatakować Białych, opanowując artylerię pułkową, ochranianą przez 2 kompanię. Jednakże dowództwo pułku dowiedziało się o tych planach, w związku z czym przeniosło zanarchizowaną kompanię z frontu na głębokie tyły. Wielu żołnierzy zostało aresztowanych. Natomiast atak bolszewickiego batalionu został odparty. Pułk zakończył swój szlak bojowy w lutym 1920 r.